# 异恶草酮
异恶草酮（也译为异恶草松，商品名广灭灵）是一种含氮有机氯化合物，分子式C
12H
14ClNO
2，属于一种除草剂，常温常压下为白色固体，能抑制叶绿素和其它植物色素的生物合成。